# Jim Dixon
James Victor Dixon (North Yakima, Washington, 1904. március 5. – Benton megye, Oregon, 1966. június 8.) amerikai amerikaifutball-játékos és- edző, birkózó, birkózóedző.

## Játékosként
1924 és 1926 között az Az Oregon State Beavers amerikaifutball-csapata tackle-jeként játszott. 1926-ban elnyerte az All-America elismerést.

## Edzőként
1933 és 1947 között a Beavers helyettes amerikaifutball-edzője, 1934 és 1938, illetve 1952 és 1955 között pedig birkózó-vezetőedzője volt.

## Emlékezete
Az Oregoni Állami Egyetemen található Dixon Recreation Center az ő nevét viseli. 1982-ben az Oregon Sports Hall of Fame, 1990-ben pedig az Oregoni Állami Egyetem dicsőségcsarnokának tagja lett.

## Fordítás
- Ez a szócikk részben vagy egészben  a   Jim Dixon (American football) című angol Wikipédia-szócikk ezen változatának fordításán alapul.  Az eredeti cikk szerkesztőit annak laptörténete sorolja fel. Ez a jelzés csupán a megfogalmazás eredetét és a szerzői jogokat jelzi, nem szolgál a cikkben szereplő információk forrásmegjelöléseként.